# Присілок імені Тельмана
Імені Тельмана (рос. Имени Тельмана) — присілок у Болотнинському районі Новосибірської області Російської Федерації.
Входить до складу муніципального утворення Ояшинська сільрада. Населення становить 71 особа (2010).

## Історія
Згідно із законом від 2 червня 2004 року органом місцевого самоврядування є Ояшинська сільрада.

## Населення
| 1979 | 1989 | 2002 | 2007 | 2010 |
| ---- | ---- | ---- | ---- | ---- |
| 107  | ↘105 | ↘87  | ↗93  | ↘71  |